# Брод (Себежский район)
Брод — деревня в Себежском районе Псковской области России. Входит в состав сельского поселения Себежское.

## География
Находится на юго-западе региона, в северной части района, в лесной местности около реки Исса, напротив деревни Поповка.
Уличная сеть не развита.

## История
В 1802—1924 годах земли поселения Брод входили в Себежский уезд Витебской губернии.
В 1941—1944 гг. местность находилась под фашистской оккупацией войсками Гитлеровской Германии.
До 1995 года деревня входила в Томсинский сельсовет. Постановлением Псковского областного Собрания депутатов от 26 января 1995 года все сельсоветы в Псковской области были переименованы в волости и деревня стала частью Томсинской волости.
Законом Псковской области от 3 июня 2010 года Томсинская волость была упразднена и путём объединения с Глембочинской, Долосчанской, Дубровской и Лавровской волостями к 1 июля 2010 года было образовано новое муниципальное образование «Себежское», куда и вошла деревня Брод.

## Население
| 2001 | 2002 | 2010 |
| ---- | ---- | ---- |
| 21   | ↗24  | ↘4   |

Согласно результатам переписи 2002 года, в национальной структуре населения русские составляли 100 % от общей численности в 24 чел..

## Инфраструктура
Личное подсобное хозяйство.

## Транспорт
Деревня доступна по просёлочным дорогам.